# Brad Binder
Brad Binder (ur. 11 sierpnia 1995 w Potchefstroom) – motocyklista pochodzący z południowej Afryki.

## Kariera
Binder jest jednym z tych zawodników, którzy do Motocyklowych Mistrzostw Świata dostali się przez prestiżową kategorię Red Bull Rookies Cup, w 2010 zaliczył tam 3 podia i skończył rok na 5. miejscu. Jednym z ważniejszych momentów jego kariery było zwycięstwo podczas Grand Prix Portugalii Red Bull Rookies Cup na torze Estoril w 2011, Binder zdominował całą stawkę prowadząc od startu do mety wyprzedzając drugiego zawodnika o 15 sekund, w tym samym sezonie miał okazję wystartować też jako zastępca kontuzjowanego Luisa Saloma w kategorii 125 cm3 MMŚ.
Już jako podstawowy zawodnik zespołu RW Racing GP w 2012, Binder na stałe związał się z MotoGP, debiut zakończył 21 lokatą w klasyfikacji generalnej, natomiast 2013 miał zdecydowanie lepszy, kiedy to wraz z Ambrogio Racing zajął 13. miejsce. Pozostał z tą samą ekipą i tym samym motocyklem w 2014 (Mahindra), gdzie po równym sezonie zajął 11. lokatę. W sezonie 2015 przeniósł się do Red Bull KTM Ajo (w zespole z Oliveirą i Haniką): 4 miejsca na podium, w trzech wyścigach nie dojechał do mety, 6. pozycja w generalce.

## Statystyki

### Sezony
| Sezon | Klasa | Motocykl    | Wyścigi | Wygrane | Podia | PP | Najsz. okr. | Pkt. | Msc. |
| ----- | ----- | ----------- | ------- | ------- | ----- | -- | ----------- | ---- | ---- |
| 2011  | 125cc | Aprilia     | 5       | 0       | 0     | 0  | 0           | 0    | NC   |
| 2012  | Moto3 | Kalex KTM   | 17      | 0       | 0     | 0  | 0           | 24   | 21   |
| 2013  | Moto3 | Suter Honda | 17      | 0       | 0     | 0  | 0           | 66   | 13   |
| 2013  | Moto3 | Mahindra    | 17      | 0       | 0     | 0  | 0           | 66   | 13   |
| 2014  | Moto3 | Mahindra    | 18      | 0       | 2     | 0  | 1           | 109  | 11   |
| 2015  | Moto3 | KTM         | 18      | 0       | 4     | 0  | 3           | 159  | 6    |
| 2016  | Moto3 | KTM         | 5       | 2       | 5     | 1  | 1           | 102* | 1*   |
| Razem |       |             | 80      | 2       | 11    | 1  | 5           | 460  |      |

* – sezon w trakcie

### Starty
| Sezon | Klasa | Motocykl    | 1      | 2      | 3      | 4      | 5      | 6      | 7      | 8      | 9      | 10     | 11     | 12     | 13     | 14     | 15     | 16     | 17     | 18    | Poz. | Pkt. |
| ----- | ----- | ----------- | ------ | ------ | ------ | ------ | ------ | ------ | ------ | ------ | ------ | ------ | ------ | ------ | ------ | ------ | ------ | ------ | ------ | ----- | ---- | ---- |
| 2011  | 125cc | Aprilia     | QAT    | SPA    | POR    | FRA    | CAT    | GBR    | NED    | ITA    | GER    | CZE    | IND 17 | RSM    | ARA    | JPN 20 | AUS 21 | MAL NU | VAL NU |       | NS   | 0    |
| 2012  | Moto3 | Kalex KTM   | QAT NU | SPA NU | POR 11 | FRA NU | CAT NU | GBR 17 | NED 20 | GER NU | ITA 24 | IND NU | CZE 20 | RSM 16 | ARA 16 | JPN NU | MAL 12 | AUS 14 | VAL 4  |       | 21   | 24   |
| 2013  | Moto3 | Suter Honda | QAT 12 | AME 9  | SPA 4  | FRA 8  | ITA 14 | CAT 12 | NED 15 | GER 9  | IND NU | CZE NU | GBR NU |        |        |        |        |        |        |       | 13   | 66   |
| 2013  | Moto3 | Mahindra    |        |        |        |        |        |        |        |        |        |        |        | RSM 18 | ARA 12 | MAL 11 | AUS 15 | JPN 10 | VAL 12 |       | 13   | 66   |
| 2014  | Moto3 | Mahindra    | QAT 15 | AME NU | ARG 14 | SPA NU | FRA 14 | ITA 9  | CAT 6  | NED 9  | GER 2  | IND 9  | CZE 6  | GBR 15 | RSM 6  | ARA 8  | JPN 3  | AUS 15 | MAL NU | VAL 9 | 11   | 109  |
| 2015  | Moto3 | KTM         | QAT 10 | AME 5  | ARG 5  | SPA 3  | FRA NU | ITA 10 | CAT 9  | NED 7  | GER 7  | IND 8  | CZE 3  | GBR NU | RSM 5  | ARA NU | JPN 17 | AUS 3  | MAL 2  | VAL 4 | 6    | 159  |
| 2016  | Moto3 | KTM         | QAT 2  | ARG 3  | AME 3  | ESP 1  | FRA 1  | ITA    | CAT    | NED    | GER    | AUT    | CZE    | GBR    | SMR    | ARA    | JPN    | MAL    | AUS    | VAL   | 1*   | 102* |

* – sezon w trakcie